# HD 153950 b
HD 153950 b est une planète extrasolaire (exoplanète) confirmée, en orbite autour de l'étoile HD 153950.
Elle a été découverte en 2008.